# Frans
Het Frans (français) is de meest gesproken Gallo-Romaanse taal. Het behoort tot de grotere groep van de Romaanse talen, die alle uit het Latijn zijn voortgekomen. Het Frans is inheems in West-Europa, maar wordt als officiële taal in tientallen landen wereldwijd gesproken. Ook is er een aantal creoolse talen op basis van het Frans ontstaan.
Het Frans wijkt op een aantal belangrijke punten van de meeste andere Romaanse talen af. Ten eerste kent het Frans een verregaande afslijting van morfologische uitgangen. Ten tweede heeft het een groot aantal brekingen en klankverschuivingen, die al in het Oudfrans optraden en in het Middelfrans nog verder zijn geëvolueerd. Ten derde heeft het een licht Gallisch substraat (terug te vinden in een woord als quatre-vingt 'tachtig', letterlijk 'vier keer twintig'; in de Keltische talen telt men in twintigtallen) en een vrij ingrijpend Frankisch, vooral Nederfrankisch, superstraat, dat zich onder meer uit in de tweeledige ontkenningen ne ... pas, ne ... rien, ne ... personne, ne ... jamais enz.

## Plaatsbepaling en indeling
Het standaardfrans of Nieuwfrans is in feite de gecultiveerde versie van het Francilien, de streektaal van de Île-de-France. Dit behoort tot de Oïl-groep van de Gallo-Romaanse talen. Hoewel het Standaardfrans de streektalen van Frankrijk grotendeels verdrongen heeft, onderscheidt men een aantal meer of minder verwante zustertalen van het Frans:
- Gallo-Romaanse talen
  - Oïl-talen:
    - Bourgondisch
    - Champenois
    - Franc-comtois
    - Gallo
    - Lotharings
    - Normandisch
    - Picardisch
    - Poitevin
    - Saintongeais
    - Waals

  - Francoprovençaals
  - Occitaans
    - Auvergnat
    - Gascons
    - Languedocien (in enge zin)
    - Limousijns
    - Provençaals
    - Vivaro-alpin

In Frankrijk worden de meeste van deze talen traditioneel beschouwd als dialecten, dat wil zeggen als minderwaardig. Het gebruik ervan is lange tijd ontmoedigd. De houding tegenover deze talen is duidelijk versoepeld.
Verschillen tussen Franse dialecten:
|            | Frankrijk        | Canada ( Québec) | België        | Congo-Kinshasa | Zwitserland  |
| ---------- | ---------------- | ---------------- | ------------- | -------------- | ------------ |
| zeventig   | soixante-dix     | septante         | septante      | septante       | septante     |
| tachtig    | quatre-vingt     | quatre-vingt     | quatre-vingt  | quatre-vingt   | huitante     |
| negentig   | quatre-vingt-dix | nonante          | nonante       | nonante        | nonante      |
| brievenbus | boîte postale    | boîte postale    | boîte postale | boîte postale  | case postale |
| ontbijt    | petit déjeuner   | déjeuner         | déjeuner      | déjeuner       | déjeuner     |
| middageten | déjeuner         | dîner            | dîner         | dîner          | dîner        |
| avondeten  | dîner            | souper           | souper        | souper         | souper       |

## Verbreiding
Het Frans wordt door ongeveer 75 miljoen mensen gesproken als hun moedertaal. Het komt daarmee op de 14e plaats in de lijst van meest gesproken talen wereldwijd. Het wordt gesproken door 63 miljoen mensen in Frankrijk, 7,7 miljoen mensen in Canada (voornamelijk in Quebec), 4,2 miljoen in België (voornamelijk in Wallonië en Brussel) en 1,8 miljoen in Zwitserland. Het Cajun-Frans in Louisiana gaat snel achteruit; het werd in 2000 door minder dan 200.000 mensen gesproken.

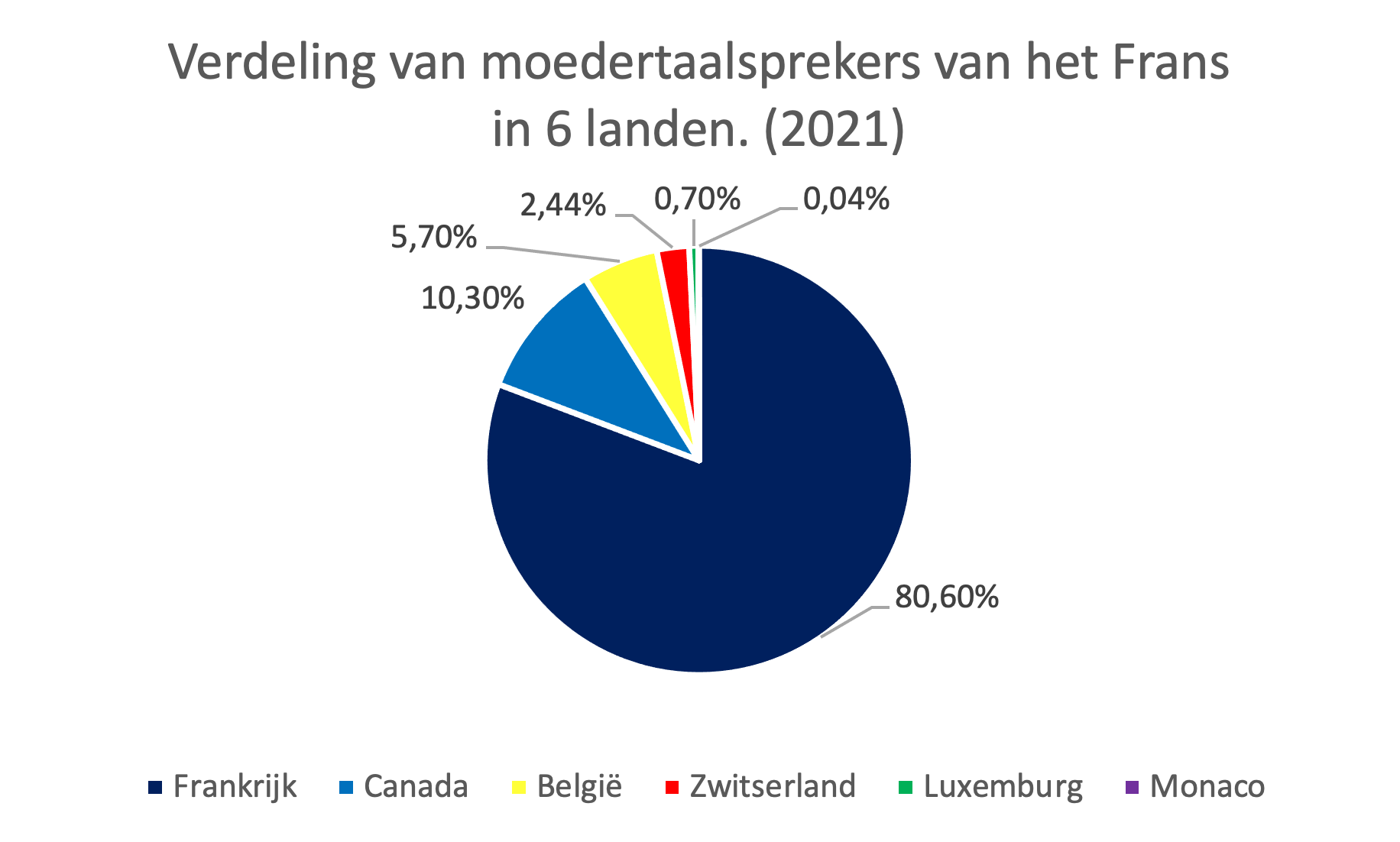
Verdeling van moedertaalsprekers van het Frans in 6 landen in 2021.

### Historische achtergrond
Als taal van de bestuurlijke elite is het Frans vanaf 1066 in Engeland eeuwenlang een factor van belang geweest en heeft blijvende sporen nagelaten in het oorspronkelijk Angelsaksische Engels. Pas in 1258 werd er in Engeland voor het eerst weer een officieel document in het Engels opgesteld. Het Anglo-Normandisch was tot in de 15e eeuw in gebruik voor literaire en bestuurlijke doeleinden. Ook nu wordt het Anglo-Normandisch nog incidenteel gebruikt, de Britse koningin laat met de woorden "La Reyne remercie ses bons sujets, accepte leur benevolence, et ainsi le veult" aan het parlement weten een wet goed te hebben gekeurd. In Rusland, Spanje, Duitsland en elders is het Frans in de 17e eeuw in zwang gekomen als taal van de sociale elite, maar sinds de opkomst van het nationalisme in Europa in de 19e eeuw is het door de landelijke voertalen weer verdrongen.

### Huidige situatie
Het Frans wordt als erfenis van het Franse kolonialisme buiten Frankrijk nog door zeker 50 miljoen mensen als tweede taal gebruikt. Vooral in Afrika en in mindere mate in Zuidoost-Azië speelt de taal een grote rol als cultuurtaal, hetzij omdat het Frans onmisbaar is als neutrale factor, die nodig is te midden van een verscheidenheid aan rivaliserende inheemse talen, hetzij dat de inheemse talen nog geen schriftelijke erfenis hadden en daarom te zwak stonden om de rol van het Frans als volwaardig medium voor cultuur en bestuur te kunnen overnemen. De taal speelt daarmee dezelfde rol als het Latijn tijdens en na de Romeinse kolonisatie van Gallië en andere Europese delen van het voormalige Romeinse Rijk. In veel Afrikaanse landen is het Frans de enige officiële taal.
Het Frans wordt in vijfenveertig landen en gebieden gesproken. In minimaal zes hiervan (Frankrijk, Frans-Polynesië, Monaco, Nieuw-Caledonië, Quebec en Saint-Pierre en Miquelon) is het de meest gesproken taal. Daarnaast is het een belangrijke immigrantentaal in elf andere landen.
Het Frans heeft in Maastricht eeuwenlang (tot in de 18e eeuw) een belangrijke plaats ingenomen in het bestuurlijke en hoge burgerlijk leven. In het lokale Maastrichtse dialect zijn nog Franse invloeden te herkennen, onder meer in de woordenschat.

### Internationaal
Ondanks de sterke opkomst van het Engels vanaf de 20e eeuw, is het Frans een belangrijke taal in het diplomatieke verkeer gebleven. Tot in de eerste helft van de 20e eeuw was het de belangrijkste internationale taal. Zo schreef de Nederlandse natuurkundige Hendrik Lorentz nogal wat Franstalige publicaties. In de posterijen is men Franse terminologie blijven hanteren. De taal is een van de officiële talen van de Verenigde Naties. Ook in de Europese Unie speelt het een belangrijke rol, al gaat die relatief achteruit door de uitbreiding van de Unie. In 2012 was het Frans de vierde meest gesproken taal binnen de EU. Als taal voor wetenschappelijke publicaties van transnationaal belang is het Frans vrijwel geheel verdrongen door het Engels.

Verspreiding in Afrika

## Taaldag van de Verenigde Naties
De officiële taaldag van de Verenigde Naties voor het Frans wordt wereldwijd gevierd op 20 maart.

## Geschiedenis
De oudste Franstalige geschriften dateren uit de 9e eeuw. Het oudste document in het Frans is de Eed van Straatsburg, die blijkbaar door het gewone volk begrepen moest worden. Vanaf de 12e eeuw kan van een literaire cultuur gesproken worden. De meeste Franse teksten tot aan de 14e eeuw zijn gesteld in zuidelijke dialecten, het Occitaans ofwel de Langue d'Oc. In het Edict van Villers-Cotterêts, dat in 1539 is opgesteld, werd het Frans als verplichte taal voor het bestuur ingesteld. Dit werkte in het voordeel van de Langue d'Oïl, de noordelijke variant van het Frans, want het noordelijke Parijs was toen al zo'n duizend jaar het nationale bestuurscentrum. In die tijd werd ook een begin gemaakt met het formaliseren van de grammatica en het samenstellen van woordenboeken.
 In Villers-Cotterêts bevindt zich sinds 2023 de Cité internationale de la langue française, een museum over de Franse taal.
In 1635 werd de Académie française opgericht. Daarmee werd het standaardiseren van de Franse taal een staatszaak. De bloeitijd voor het Frans was met name de 17e eeuw, met schrijvers als Corneille, Racine en Molière. In de 18e eeuw maakte het Latijn in wetenschappelijke publicaties steeds meer plaats voor het Frans, wat de helderheid en precisie van de taal zelf ten goede kwam.
Men deelt de historische ontwikkelingsfasen van het Frans als volgt in:
- Oudfrans (ongeveer tot de 13e eeuw);
- Middelfrans (tot de 16e eeuw)
- Nieuwfrans.

De moderne Franse spelling dateert, net als die van het Engels, grotendeels van het einde van de middeleeuwen; omdat de uitspraak sindsdien vrij verregaand is veranderd, is de schrijfwijze tegenwoordig verre van fonetisch. Ze vertelt dan ook meer over de situatie in de middeleeuwen, toen alle eindletters nog werden uitgesproken (filles klonk dus zoals het geschreven werd), de ai en de oi nog wijde tweeklanken waren en de ou meer als oow klonk (evenals de Middelnederlandse oe in boec!).

## Letters
In onderstaande tabel de letters, de namen van de letters en de uitspraak van de naam in IPA.
| Hoofdletter | Kleine letter | Naam     | IPA      |
| ----------- | ------------- | -------- | -------- |
| A           | a             | a        | a        |
| B           | b             | bé       | be       |
| C           | c             | cé       | se       |
| D           | d             | dé       | de       |
| E           | e             | e        | ə        |
| F           | f             | effe     | ɛf       |
| G           | g             | gé       | ʒe       |
| H           | h             | ache     | ɑʃ       |
| I           | i             | i        | i        |
| J           | j             | ji       | ʒi       |
| K           | k             | ka       | ka       |
| L           | l             | elle     | ɛl       |
| M           | m             | emme     | ɛm       |
| N           | n             | enne     | ɛn       |
| O           | o             | o        | o        |
| P           | p             | pé       | pe       |
| Q           | q             | qu       | ky       |
| R           | r             | erre     | ɛʁ       |
| S           | s             | esse     | ɛs       |
| T           | t             | té       | te       |
| U           | u             | u        | y        |
| V           | v             | vé       | ve       |
| W           | w             | double v | dubləˈve |
| X           | x             | ixe      | iks      |
| Y           | y             | i grec   | iˈgʁɛk   |
| Z           | z             | zède     | zɛd      |

## Grammatica

### Vervoegingen
Het Frans kent, zoals alle Romaanse talen, meer werkwoordstijden en persoonsvormen dan talen als het Nederlands, terwijl hulpwerkwoorden een minder belangrijke rol spelen. Er zijn zodoende per werkwoord veel meer individuele vormen. Ook zijn er vier verschillende families regelmatige werkwoorden (eindigend op -er, -ir met infix, -ir zonder infix en -re). Hieronder staan de vervoegingen van de belangrijke onregelmatige werkwoorden être ‘zijn’ en avoir ‘hebben’ voor vier tijden.
| Infinitief | 1e persoon                                             | 2e persoon | 3e persoon       | 1e persoon     | 2e persoon    | 3e persoon        |
|            | tegenwoordige tijd (présent)                           |            |                  |                |               |                   |
| être       | je suis                                                | tu es      | il/elle/on est   | nous sommes    | vous êtes     | ils/elles sont    |
| avoir      | j'ai                                                   | tu as      | il/elle/on a     | nous avons     | vous avez     | ils/elles ont     |
|            | imperfectief onvoltooid verleden tijd (imparfait)      |            |                  |                |               |                   |
| être       | j'étais                                                | tu étais   | il/elle/on était | nous étions    | vous étiez    | ils/elles étaient |
| avoir      | j'avais                                                | tu avais   | il/elle/on avait | nous avions    | vous aviez    | ils/elles avaient |
|            | toekomende tijd (futur)                                |            |                  |                |               |                   |
| être       | je serai                                               | tu seras   | il/elle/on sera  | nous serons    | vous serez    | ils/elles seront  |
| avoir      | j'aurai                                                | tu auras   | il/elle/on aura  | nous aurons    | vous aurez    | ils/elles auront  |
|            | perfectief voltooid tegenwoordige tijd (passé composé) |            |                  |                |               |                   |
| être       | j'ai été                                               | tu as été  | il/elle/on a été | nous avons été | vous avez été | ils/elles ont été |
| avoir      | j'ai eu                                                | tu as eu   | il/elle/on a eu  | nous avons eu  | vous avez eu  | ils/elles ont eu  |

### Woordvolgorde
De SVO-volgorde is de meest gebruikelijke volgorde in hoofd- en bijzinnen, maar de SOV-volgorde is verplicht wanneer de voorwerpsvormen van de persoonlijke voornaamwoorden worden gebruikt. Van begin tot eind van de zin met SOV-volgorde :
- Onderwerp
- Ontkenning deel I (ne ...)
- Voorwerpsvormen van persoonlijke voornaamwoorden
  - Algemeen of wederkerend voorwerp: me ‘mij/me’, te ‘jou’, nous ‘ons’, vous ‘jullie/je, u’ en se ‘zich’
  - Lijdend voorwerp: le ‘hem’, la ‘haar’, les ‘hen’
  - Meewerkend voorwerp: lui ‘hem, haar’, leur ‘hun’
- Bijwoordse voornaamwoorden: y en en
- Persoonsvorm (hulpwerkwoord)
- Ontkenning deel II (... pas, rien, personne, jamais enz.)
- Voltooid deelwoord
- Infinitief
- Niet-werkwoordelijke rest
  - Bijwoorden
  - Onderwerps- en objectscomplementen

### Klemtoon
De klemtoon in een Frans woord ligt in de regel op de laatste lettergreep, behalve als het woord op een sjwa eindigt; dan ligt de klemtoon op de voorlaatste lettergreep.

## Als onderwijsvak
In het Nederlands middelbaar onderwijs is Frans in de bovenbouw een keuzevak. In de onderbouw van havo en vwo wordt het op de meeste scholen echter wel verplicht gesteld. Afhankelijk van de school en het opleidingsniveau is er soms, naast het verplichte Engels, een tweede moderne vreemde taal verplicht. Dit kan, afhankelijk van de keuze van de school, Frans zijn. Van de zestiende tot de negentiende eeuw kende het Nederlandse onderwijs de Franse school, waar het Frans centraal stond.
In Vlaanderen is Frans op de lagere school een verplicht vak in het vijfde en zesde leerjaar. Het staat de scholen vrij om eerder met (initiatie)Frans te beginnen. Voor scholen in taalgrensgemeenten, faciliteitengemeenten en Vlaamse scholen in het Brussels gewest start de studie van het Frans minstens in het derde leerjaar. In het secundair onderwijs is het een verplicht vak, behalve in sommige richtingen van het beroepssecundair onderwijs.